# Ruta N-31
La Ruta N-31 es un ruta regional de la Región de Ñuble, Chile, que une las comunas de San Carlos y San Fabián. La ruta se inicia en la ciudad de San Carlos con el nombre de Avenida Benjamín Vicuña Mackena, en la Estación San Carlos, luego toma su nombre de Ruta N-31 hasta el Pueblo de Cachapoal, en donde su nombre se transforma en Avenida Juan Alberto Sepúlveda Sepúlveda (conocida como Av. Sepúlveda, antiguamente Av. Independencia), saliendo del pueblo retoma su nombre de Ruta N-31, en la localidad de San Fabián de Alico con el nombre de Avenida Los Andes, luego sigue con su nombre de Ruta hasta el sector de El Roble en donde finaliza.
Para el terremoto del 27 de febrero, la ruta quedó cortada en 3 sectores, en el "Puente Estero Grande", debido a la caída del puente, dejando incomunicados a todos los habitantes desde el kilómetro 37 hacia el interior, también se cortó en el kilómetro 46 en el "Puente Estero de Piedras" y en el kilómetro 50 el cerro se derrumbó sobre el camino.

## Ramal Autovía Valle Central

### Enlaces
- Kilómetro 0 San Carlos, vía férrea (San Carlos).
- Kilómetro 2 Plaza de San Carlos.
- Kilómetro 4 Carretera Panamericana.
- Kilómetro 5 Sector Llahuimávida, San Carlos.
- Kilómetro 6 Sector Coche Pérez, San Carlos.
- Kilómetro 8 Sector Piedra Redonda, San Carlos.
- Kilómetro 12 Mutupín.
- kilómetro 14 El Sauce.
- kilómetro 17 Ingreso a Pomuyeto.
- kilómetro 20 Tres Esquinas (Carabineros).
- Kilómetro 21 Ruta N-455 a La Rivera.
- kilómetro 24 Cachapoal y Ruta N-45 a Chillán.
- kilómetro 26 Cachapoal Centro y Ruta N-299 a Flor de Quihua.
- kilómetro 27 Cachapoal Alto.
- kilómetro 29 Paso Ancho.
- kilómetro 39 La Vega.
- Kilómetro 45 San Fabián.
- Kilómetro 46 Ruta N-319 a "La Balsa" y Coihueco.
- Kilómetro 51 Bullileo.
- Kilómetro 55 Los Puquios.
- Kilómetro 62 Puente Lara.
- Kilómetro 70 La Punilla.
- Kilómetro 82 Los Sauces.
- Kilómetro 96 El Cerro.
- Kilómetro 105 El Caracol.
- Kilómetro 117 El Roble.
- Kilómetro 133 Puente Inglés.
- Kilómetro 147 Pichirrincón.

## Estaciones de Servicio en Carretera
- Kilómetro 2 Terpel en San Carlos
- Kilómetro 4 Copec en San Carlos
- Kilómetro 26 Copec en Cachapoal (próxima)
- kilómetro 46 YPF en San Fabián

- Datos: Q6114004